# Nottingham Forest Football Club 2015-2016
Questa voce raccoglie le informazioni riguardanti il Nottingham Forest Football Club nelle competizioni ufficiali della stagione 2015–2016.

## Stagione
La stagione 2015–16 è per il Nottingham Forest la 150ª dalla sua fondazione e l'ottava consecutiva in Championship dalla loro promozione avvenuta nella stagione 2007–08, stagione chiusa al sedicesimo posto, lontano dalla zona playoff.
Oltre alla partecipazione in Championship, il Nottingham Forest ha raggiunto il quarto turno di FA Cup, venendo eliminata dal Watford, uscendo invece al primo turno giocato della League Cup a causa della sconfitta al primo turno da parte del Walsall.

## Maglie e sponsor
Lo sponsor tecnico per la stagione 2015-2016 è la tedesca Adidas, mentre lo sponsor ufficiale è la Fawaz International Refrigeration & Air Conditioning Company.
|  | Casa | Trasferta | Portiere |

## Rosa
Rosa e numerazione sono aggiornati al 16 Marzo 2016
| N. |                         | Ruolo | Calciatore                |
| -- | ----------------------- | ----- | ------------------------- |
| 1  | Paesi Bassi (bandiera)  | P     | Dorus de Vries            |
| 2  | Stati Uniti (bandiera)  | D     | Eric Lichaj               |
| 3  | Slovenia (bandiera)     | D     | Bojan Jokić               |
| 4  | Inghilterra (bandiera)  | D     | Michael Mancienne         |
| 5  | Inghilterra (bandiera)  | D     | Matthew Mills             |
| 6  | Inghilterra (bandiera)  | D     | Kelvin Wilson             |
| 7  | Inghilterra (bandiera)  | A     | Matty Fryatt              |
| 8  | Inghilterra (bandiera)  | C     | Chris Cohen (capitano)    |
| 9  | RD del Congo (bandiera) | A     | Britt Assombalonga        |
| 10 | Inghilterra (bandiera)  | C     | Henri Lansbury            |
| 11 | Irlanda (bandiera)      | C     | Andy Reid (vice capitano) |
| 13 | Scozia (bandiera)       | D     | Daniel Fox                |
| 14 | Paesi Bassi (bandiera)  | C     | Kyle Ebecilio             |
| 15 | Capo Verde (bandiera)   | A     | Ryan Mendes               |
| 17 | Portogallo (bandiera)   | A     | Nélson Oliveira           |
| 18 | Inghilterra (bandiera)  | A     | Michail Antonio           |
| 18 | Italia (bandiera)       | A     | Federico Macheda          |

| N. |                              | Ruolo | Calciatore        |
| -- | ---------------------------- | ----- | ----------------- |
| 19 | Irlanda del Nord (bandiera)  | A     | Jamie Ward        |
| 21 | Inghilterra (bandiera)       | A     | Jamie Paterson    |
| 22 | Inghilterra (bandiera)       | C     | Gary Gardner      |
| 23 | Antigua e Barbuda (bandiera) | A     | Dexter Blackstock |
| 24 | Galles (bandiera)            | C     | David Vaughan     |
| 25 | Inghilterra (bandiera)       | D     | Jack Hobbs        |
| 26 | Bulgaria (bandiera)          | P     | Dimităr Evtimov   |
| 27 | Scozia (bandiera)            | C     | Christopher Burke |
| 29 | Inghilterra (bandiera)       | A     | Chris O'Grady     |
| 31 | Spagna (bandiera)            | D     | Daniel Pinillos   |
| 32 | Germania (bandiera)          | C     | Robert Tesche     |
| 34 | Inghilterra (bandiera)       | A     | Tyler Walker      |
| 35 | Scozia (bandiera)            | C     | Oliver Burke      |
| 36 | Spagna (bandiera)            | D     | Roger Riera       |
| 37 | Inghilterra (bandiera)       | C     | Jorge Grant       |
| 38 | Inghilterra (bandiera)       | C     | Ben Osborn        |

## Calciomercato

### Sessione estiva(dall'1/7 all'1/9)
| Acquisti | Acquisti        | Acquisti | Acquisti   |
| R.       | Nome            | da       | Modalità   |
| -------- | --------------- | -------- | ---------- |
| D        | Matt Mills      |          | svincolato |
| A        | Jamie Ward      |          | svincolato |
| D        | Daniel Pinillos |          | svincolato |
| C        | Kyle Ebecilio   | Twente   | prestito   |
| A        | Chris O'Grady   | Brighton | prestito   |

| Cessioni | Cessioni           | Cessioni          | Cessioni   |
| R.       | Nome               | a                 | Modalità   |
| -------- | ------------------ | ----------------- | ---------- |
| A        | Jamie Mackie       |                   | svincolato |
| D        | Danny Collins      |                   | svincolato |
| D        | Greg Halford       |                   | svincolato |
| D        | Dan Harding        |                   | svincolato |
| D        | Louis Laing        |                   | svincolato |
| C        | Djamel Abdoun      |                   | svincolato |
| C        | Radosław Majewski  |                   | svincolato |
| C        | Stephen McLaughlin | Southend Utd      | definitivo |
| C        | Michail Antonio    | West Ham Utd      | definitivo |
| A        | Lars Veldwijk      | PEC Zwolle        | prestito   |
| A        | Jamie Paterson     | Huddersfield Town | prestito   |

### Trasferimenti dopo la sessione estiva
| Acquisti | Acquisti          | Acquisti       | Acquisti                                |
| R.       | Nome              | da             | Modalità                                |
| -------- | ----------------- | -------------- | --------------------------------------- |
| C        | Ryan Mendes       | Lilla          | prestito                                |
| A        | Nélson Oliveira   | Benfica        | prestito                                |
| C        | Jonathan Williams | Crystal Palace | prestito (richiamato il 4 Gennaio 2016) |
| C        | Liam Trotter      | Bolton         | prestito (richiamato il 4 Gennaio 2016) |

### Sessione invernale(dal 4/1 al 1/2)
| Acquisti | Acquisti     | Acquisti    | Acquisti |
| R.       | Nome         | da          | Modalità |
| -------- | ------------ | ----------- | -------- |
| D        | Bojan Jokić  | Villarreal  | prestito |
| C        | Gary Gardner | Aston Villa | prestito |

| Cessioni | Cessioni          | Cessioni      | Cessioni      |
| R.       | Nome              | a             | Modalità      |
| -------- | ----------------- | ------------- | ------------- |
| C        | Kyle Ebecilio     | Twente        | fine prestito |
| D        | Roger Riera       |               | svincolato    |
| C        | Christopher Burke | Rotherham Utd | prestito      |

### Trasferimenti dopo la sessione invernale
| Acquisti | Acquisti         | Acquisti     | Acquisti |
| R.       | Nome             | da           | Modalità |
| -------- | ---------------- | ------------ | -------- |
| A        | Federico Macheda | Cardiff City | prestito |

| Cessioni | Cessioni     | Cessioni      | Cessioni |
| R.       | Nome         | a             | Modalità |
| -------- | ------------ | ------------- | -------- |
| A        | Tyler Walker | Burton Albion | prestito |

## Risultati

### Championship
| Arbitro: | Stroud |

|            |           |  |
| LuaLua 50’ | Marcatori |  |

| Arbitro: | Bond |

|                       |           |             |
| Mills 45’ Antonio 61’ | Marcatori | 13’ Collins |

| Nottingham 18 agosto 2015, ore 19:45 BST 3ª giornata | Nottingham Forest | 0 – 0 referto | Charlton | City Ground (17.801 spett.)\| Arbitro: \| Drysdale \| |
| Arbitro:                                             | Drysdale          |               |          |                                                       |

| Arbitro: | Boyeson |

|            |           |             |
| Dobbie 90’ | Marcatori | 81’ Vaughan |

| Arbitro: | Langford |

|             |           |                     |
| Antonio 86’ | Marcatori | 23’ Jones 49’ Mason |

| Arbitro: | Hill |

|                        |           |                                  |
| Austin 65’ · Green 72’ | Marcatori | 75’ (rig.) Lansbury 82’ Oliveira |

| Arbitro: | Heywood |

|  |           |                |
|  | Marcatori | 54’ Blackstock |

| Arbitro: | Mason |

|          |           |                     |
| Mills 7’ | Marcatori | 3’ Nugent 32’ Ayala |

| Arbitro: | Salisbury |

|          |           |            |
| Huws 84’ | Marcatori | 23’ Mendes |

| Arbitro: | Miller |

|           |           |               |
| Mills 87’ | Marcatori | 41’ Hernández |

| Arbitro: | Mason |

|                   |           |  |
| Wilbraham 4’, 11’ | Marcatori |  |

| Arbitro: | Attwell |

|                           |           |            |
| Lichaj 73’ · Lansbury 75’ | Marcatori | 90’ Taylor |

| Arbitro: | Tierney |

|                |           |          |
| Trotter 90'+5’ | Marcatori | 74’ Parr |

| Arbitro: | Simpson |

|                |           |  |
| Forestieri 68’ | Marcatori |  |

| Arbitro: | Harrington |

|          |           |  |
| Doyle 2’ | Marcatori |  |

| Arbitro: | Hooper |

|             |           |  |
| Oliveira 5’ | Marcatori |  |

| Arbitro: | Malone |

|                                       |           |              |
| Canós 63’ · Dean 71’ · Hofmann 90'+5’ | Marcatori | 74’ Lansbury |

| Arbitro: | Hill |

|                                                  |           |           |
| O'Grady 20’ · Oliveira 31’, 49’ · Hobbs 42’, 64’ | Marcatori | 14’ Vydra |

| Arbitro: | Boyeson |

|                            |           |  |
| Mills 45’, 78’ O'Grady 52’ | Marcatori |  |

| Arbitro: | Stroud |

|                    |           |                |
| Ebanks-Landell 15’ | Marcatori | 80’ Blackstock |

| Blackburn 14 dicembre 2015, ore 19:45 BST 21ª giornata | Blackburn | 0 – 0 referto | Nottingham Forest | Ewood Park (12.002 spett.)\| Arbitro: \| Kavanagh \| |
| Arbitro:                                               | Kavanagh  |               |                   |                                                      |

| Arbitro: | Hooper |

|                        |           |            |
| Oliveira 2’ Mendes 16’ | Marcatori | 81’ Murphy |

| Arbitro: | Linington |

|              |           |           |
| Oliveira 17’ | Marcatori | 80’ Byram |

| Arbitro: | Robinson |

|             |           |                |
| O. Burke 9’ | Marcatori | 13’ Gunnarsson |

| Arbitro: | Kettle |

|            |           |                                       |
| Osborn 44’ | Marcatori | 70’ Makienok · 70’, 76’ Holmes-Dennis |

| Arbitro: | Brown |

|                         |           |           |
| Mills 30’ · Vaughan 74’ | Marcatori | 24’ Toral |

| Arbitro: | Ilderton |

|                                    |           |          |
| Oliveira 12’ O. Burke 16’ Ward 83’ | Marcatori | 12’ Amos |

| Arbitro: | Graham |

|  |           |          |
|  | Marcatori | 70’ Ward |

| Nottingham 26 gennaio 2016, ore 19:45 BST 29ª giornata | Nottingham Forest | 0 – 0 referto | QPR | City Ground (17.030 spett.)\| Arbitro: \| Tierney \| |
| Arbitro:                                               | Tierney           |               |     |                                                      |

| Arbitro: | Duncan |

|  |           |              |
|  | Marcatori | 80’ Oliveira |

| Arbitro: | Deadman |

|  |           |                              |
|  | Marcatori | 14’ (aut.) Mills 84’ Billing |

| Arbitro: | Madley |

|           |           |  |
| Vokes 68’ | Marcatori |  |

| Arbitro: | Webb |

|            |           |                      |
| Osborn 30’ | Marcatori | 41’ Kodjia 70’ Flint |

| Arbitro: | Woolmer |

|             |           |  |
| Pringle 63’ | Marcatori |  |

| Arbitro: | Brown |

|              |           |  |
| Oliveira 37’ | Marcatori |  |

| Arbitro: | Scott |

|  |           |                                                    |
|  | Marcatori | 30’ McGeady · 62’ Hooper · 76’ Bannan · 85’ Matias |

| Arbitro: | Davies |

|           |           |             |
| Aluko 73’ | Marcatori | 28’ Gardner |

| Arbitro: | Stroud |

|            |           |  |
| Olsson 79’ | Marcatori |  |

| Arbitro: | Bankes |

|                 |           |                                 |
| Lichaj 72’, 77’ | Marcatori | 49’ Vibe 65’ Yennaris 87’ Canós |

| Arbitro: | Whitestone |

|            |           |                       |
| Osborn 41’ | Marcatori | 68’ Vydra 81’ Norwood |

| Arbitro: | Davies |

|                |           |                         |
| Blackstock 50’ | Marcatori | 27’ Dunk 90'+1’ Sidwell |

| Rotherham 16 aprile 2016, ore 15:00 BST 42ª giornata | Rotherham Utd | 0 – 0 referto | Nottingham Forest | New York Stadium (11.503 spett.)\| Arbitro: \| Hooper \| |
| Arbitro:                                             | Hooper        |               |                   |                                                          |

| Arbitro: | Kavanagh |

|                |           |            |
| Blackstock 15’ | Marcatori | 22’ Graham |

| Arbitro: | Lewis |

|           |           |                                    |
| Smith 62’ | Marcatori | 23’ Tesche 43’ (rig.) 70’ Lansbury |

| Arbitro: | Williamson |

|             |           |           |
| Gardner 68’ | Marcatori | 58’ Mason |

| Arbitro: | Martin |

|             |           |                                       |
| Maynard 19’ | Marcatori | 8’ Cohen · 37’ Fox · 74’ Assombalonga |

### FA Cup
| Arbitro: | Langford |

|          |           |  |
| Ward 23’ | Marcatori |  |

| Arbitro: | Swarbrick |

|  |           |            |
|  | Marcatori | 89’ Ighalo |

### Football League Cup
| Arbitro: | Handley |

|                            |           |                                           |
| Walker 32’ Antonio 81, 90’ | Marcatori | 11’, 14’, 90’ (rig.) Bradshaw 79’ Sawyers |

## Statistiche

### Statistiche di squadra
Statistiche aggiornate al 9 Maggio 2016.
| Competizione        | Punti | In casa | In casa | In casa | In casa | In casa | In casa | In trasferta | In trasferta | In trasferta | In trasferta | In trasferta | In trasferta | Totale | Totale | Totale | Totale | Totale | Totale | D.R. |
| Competizione        | Punti | G       | V       | N       | P       | Gf      | Gs      | G            | V            | N            | P            | Gf           | Gs           | G      | V      | N      | P      | Gf     | Gs     | D.R. |
| ------------------- | ----- | ------- | ------- | ------- | ------- | ------- | ------- | ------------ | ------------ | ------------ | ------------ | ------------ | ------------ | ------ | ------ | ------ | ------ | ------ | ------ | ---- |
| Championship        | 55    | 23      | 7       | 8       | 8       | 25      | 26      | 23           | 6            | 8            | 9            | 18           | 21           | 46     | 13     | 16     | 17     | 43     | 47     | -4   |
| FA Cup              | -     | 2       | 1       | 0       | 1       | 1       | 1       | 0            | 0            | 0            | 0            | 0            | 0            | 2      | 1      | 0      | 1      | 1      | 1      | 0    |
| Football League Cup | -     | 1       | 0       | 0       | 1       | 3       | 4       | 0            | 0            | 0            | 0            | 0            | 0            | 1      | 0      | 0      | 1      | 3      | 4      | -1   |
| Totale              | 55    | 26      | 8       | 8       | 10      | 29      | 31      | 23           | 6            | 8            | 9            | 18           | 21           | 49     | 14     | 16     | 19     | 47     | 52     | -5   |

### Andamento in campionato
| Giornata  | 1  | 2  | 3  | 4  | 5  | 6  | 7 | 8 | 9  | 10 | 11 | 12 | 13 | 14 | 15 | 16 | 17 | 18 | 19 | 20 | 21 | 22 | 23 | 24 | 25 | 26 | 27 | 28 | 29 | 30 | 31 | 32 | 33 | 34 | 35 | 36 | 37 | 38 | 39 | 40 | 41 | 42 | 43 | 44 | 45 | 46 |
| --------- | -- | -- | -- | -- | -- | -- | - | - | -- | -- | -- | -- | -- | -- | -- | -- | -- | -- | -- | -- | -- | -- | -- | -- | -- | -- | -- | -- | -- | -- | -- | -- | -- | -- | -- | -- | -- | -- | -- | -- | -- | -- | -- | -- | -- | -- |
| Luogo     | T  | C  | C  | T  | C  | T  | T | C | T  | C  | T  | C  | C  | T  | T  | C  | T  | C  | C  | T  | T  | C  | C  | T  | T  | C  | C  | T  | C  | T  | C  | T  | C  | T  | C  | C  | T  | T  | C  | T  | C  | T  | C  | T  | C  | T  |
| Risultato | P  | V  | N  | N  | P  | V  | V | P | N  | P  | P  | N  | N  | P  | P  | V  | P  | V  | V  | N  | N  | V  | N  | N  | N  | N  | V  | V  | N  | V  | P  | P  | P  | P  | V  | P  | N  | P  | P  | P  | P  | N  | N  | V  | N  | V  |
| Posizione | 24 | 12 | 11 | 11 | 16 | 11 | 8 | 9 | 10 | 13 | 14 | 15 | 16 | 17 | 19 | 18 | 18 | 16 | 15 | 15 | 15 | 15 | 13 | 14 | 14 | 14 | 12 | 12 | 11 | 10 | 10 | 12 | 15 | 15 | 13 | 14 | 14 | 15 | 16 | 20 | 20 | 19 | 18 | 17 | 17 | 16 |

Fonte: (EN) Nottingham Forest fixtures and results, su nottinghamforest.co.uk, Nottingham Forest F.C..
Legenda:

Luogo: C = Casa; T = Trasferta. Risultato: V = Vittoria; N = Pareggio; P = Sconfitta.

### Statistiche dei giocatori
Statistiche aggiornate al 9 Maggio 2016.
| Giocatore       | Championship | Championship | Championship | Championship | FA Cup   | FA Cup | FA Cup      | FA Cup     | League Cup | League Cup | League Cup  | League Cup | Totale   | Totale | Totale      | Totale     |
| Giocatore       | Presenze     | Reti         | Ammonizioni  | Espulsioni   | Presenze | Reti   | Ammonizioni | Espulsioni | Presenze   | Reti       | Ammonizioni | Espulsioni | Presenze | Reti   | Ammonizioni | Espulsioni |
| --------------- | ------------ | ------------ | ------------ | ------------ | -------- | ------ | ----------- | ---------- | ---------- | ---------- | ----------- | ---------- | -------- | ------ | ----------- | ---------- |
| D. de Vries     | 45           | -45          | 2            | 0            | 2        | -1     | 0           | 0          | 1          | -4         | 0           | 0          | 48       | -50    | 2           | 0          |
| E. Lichaj       | 43           | 0            | 11           | 1            | 2        | 0      | 1           | 0          | 1          | 0          | 0           | 0          | 46       | 0      | 12          | 1          |
| B. Jokić        | 20           | 0            | 3            | 0            | 1        | 0      | 0           | 0          | 0          | 0          | 0           | 0          | 21       | 0      | 3           | 0          |
| M. Mancienne    | 31           | 0            | 6            | 0            | 1        | 0      | 0           | 0          | 1          | 0          | 1           | 0          | 33       | 0      | 7           | 0          |
| M. Mills        | 42           | 5            | 10           | 1            | 0        | 0      | 0           | 0          | 0          | 0          | 0           | 0          | 42       | 5      | 10          | 1          |
| K. Wilson       | 14           | 0            | 1            | 0            | 2        | 0      | 0           | 0          | 1          | 0          | 0           | 0          | 17       | 0      | 1           | 0          |
| M. Fryatt       | 0            | 0            | 0            | 0            | 0        | 0      | 0           | 0          | 0          | 0          | 0           | 0          | 0        | 0      | 0           | 0          |
| C. Cohen        | 15           | 1            | 2            | 0            | 2        | 0      | 0           | 0          | 0          | 0          | 0           | 0          | 17       | 1      | 2           | 0          |
| B. Assombalonga | 4            | 1            | 1            | 0            | 0        | 0      | 0           | 0          | 0          | 0          | 0           | 0          | 4        | 1      | 1           | 0          |
| H. Lansbury     | 28           | 3            | 5            | 0            | 1        | 0      | 0           | 0          | 0          | 0          | 0           | 0          | 29       | 3      | 5           | 0          |
| A. Reid         | 0            | 0            | 0            | 0            | 0        | 0      | 0           | 0          | 0          | 0          | 0           | 0          | 0        | 0      | 0           | 0          |
| D. Fox          | 10           | 0            | 1            | 1            | 0        | 0      | 0           | 0          | 1          | 0          | 0           | 0          | 11       | 0      | 1           | 1          |
| R. Mendes       | 32           | 2            | 7            | 0            | 0        | 0      | 0           | 0          | 0          | 0          | 0           | 0          | 32       | 2      | 7           | 0          |
| N. Oliveira     | 28           | 9            | 5            | 0            | 1        | 0      | 0           | 0          | 0          | 0          | 0           | 0          | 29       | 9      | 5           | 0          |
| F. Macheda      | 3            | 0            | 0            | 0            | 0        | 0      | 0           | 0          | 0          | 0          | 0           | 0          | 3        | 0      | 0           | 0          |
| J. Ward         | 31           | 2            | 4            | 0            | 2        | 1      | 1           | 0          | 1          | 0          | 0           | 0          | 34       | 3      | 5           | 0          |
| G. Gardner      | 20           | 0            | 4            | 0            | 2        | 0      | 0           | 0          | 0          | 0          | 0           | 0          | 22       | 0      | 4           | 0          |
| D. Blackstock   | 29           | 4            | 5            | 0            | 2        | 0      | 0           | 0          | 1          | 0          | 0           | 0          | 32       | 4      | 5           | 0          |
| D. Vaughan      | 35           | 1            | 9            | 1            | 1        | 0      | 0           | 0          | 1          | 0          | 0           | 0          | 37       | 1      | 9           | 1          |
| J. Hobbs        | 20           | 0            | 2            | 1            | 2        | 0      | 0           | 0          | 1          | 0          | 1           | 0          | 23       | 0      | 3           | 1          |
| D. Evtimov      | 1            | -1           | 0            | 0            | 0        | 0      | 0           | 0          | 0          | 0          | 0           | 0          | 1        | -1     | 0           | 0          |
| C. O'Grady      | 21           | 2            | 1            | 0            | 0        | 0      | 0           | 0          | 0          | 0          | 0           | 0          | 21       | 2      | 1           | 0          |
| D. Pinillos     | 19           | 0            | 0            | 0            | 0        | 0      | 0           | 0          | 0          | 0          | 0           | 0          | 19       | 0      | 0           | 0          |
| R. Tesche       | 24           | 1            | 3            | 0            | 1        | 0      | 0           | 0          | 0          | 0          | 0           | 0          | 25       | 1      | 3           | 0          |
| T. Walker       | 14           | 0            | 1            | 0            | 0        | 0      | 0           | 0          | 1          | 1          | 0           | 0          | 15       | 1      | 1           | 0          |
| O. Burke        | 18           | 2            | 0            | 0            | 2        | 0      | 0           | 0          | 1          | 0          | 0           | 0          | 21       | 2      | 0           | 0          |
| R. Riera        | 0            | 0            | 0            | 0            | 0        | 0      | 0           | 0          | 0          | 0          | 0           | 0          | 0        | 0      | 0           | 0          |
| J. Grant        | 10           | 0            | 1            | 0            | 1        | 0      | 0           | 0          | 0          | 0          | 0           | 0          | 11       | 0      | 1           | 0          |
| B. Osborn       | 36           | 3            | 2            | 0            | 2        | 0      | 0           | 0          | 0          | 0          | 0           | 0          | 38       | 3      | 2           | 0          |
| G. McDonagh     | 1            | 0            | 0            | 0            | 0        | 0      | 0           | 0          | 0          | 0          | 0           | 0          | 1        | 0      | 0           | 0          |
| D. Petravičius  | 1            | 0            | 0            | 0            | 0        | 0      | 0           | 0          | 0          | 0          | 0           | 0          | 1        | 0      | 0           | 0          |
| M. Antonio      | 4            | 2            | 0            | 0            | 0        | 0      | 0           | 0          | 1          | 2          | 0           | 0          | 5        | 4      | 0           | 0          |
| J. Paterson     | 1            | 0            | 0            | 0            | 0        | 0      | 0           | 0          | 1          | 0          | 0           | 0          | 2        | 0      | 0           | 0          |
| J. Williams     | 10           | 0            | 1            | 0            | 0        | 0      | 0           | 0          | 0          | 0          | 0           | 0          | 10       | 0      | 1           | 0          |
| L. Trotter      | 9            | 1            | 0            | 0            | 0        | 0      | 0           | 0          | 0          | 0          | 0           | 0          | 9        | 1      | 0           | 0          |
| K. Ebecilio     | 5            | 0            | 0            | 0            | 0        | 0      | 0           | 0          | 0          | 0          | 0           | 0          | 5        | 0      | 0           | 0          |
| C. Burke        | 9            | 0            | 1            | 0            | 0        | 0      | 0           | 0          | 1          | 0          | 0           | 0          | 10       | 0      | 1           | 0          |

Fonte: (EN) Player Statistics, su nottinghamforest.co.uk, Nottingham Forest F.C (archiviato dall'url originale il 10 febbraio 2016).